# Караой (Актюбинская область)
Караой (каз. Қараой) — село в Уилском районе Актюбинской области Казахстана. Административный центр Караойского сельского округа. Код КАТО — 155237100.

## Население
В 1999 году население села составляло 1560 человек (789 мужчин и 771 женщина). По данным переписи 2009 года, в селе проживали 1383 человека (702 мужчины и 681 женщина).